# Terry Fullerton
Terry Fullerton (Londres, 4 de Janeiro de 1953) é um ex-piloto inglês de kart.
Ganhou notoriedade após seu nome ser mencionado no filme Senna. Numa entrevista coletiva no GP de Adelaide em 1993 (última vitória do Senna), após o repórter britânico Mark Fogerty perguntar a Senna quem havia sido seu maior rival até então (1993), Senna respondeu: "Terry Fullerton. Ele era muito experiente e gostei de correr com ele por que ele era rápido e consistente. Ele era, pra mim, um piloto completo. Tenho boas lembranças disso. Era competição pura, automobilismo puro. Sem política nem dinheiro envolvido. Aprendi muito com ele."

## Biografia
Considerado o melhor kartista de sua época, Fullerton conquistou os títulos de campeão britânico júnior (1966, 1967 e 1968), campeão britânico sênior (1971, 1973 e 1975), campeão europeu (1972 e 1973) e campeão mundial (1973). Abandonou os volantes em 1984.
Perguntado porque não quis alçar voos mais altos, ele explicou: "O momento perfeito para eu ter me mudado para as corridas de carro teria sido em 1973, logo após ganhar o mundial. Mas eu já era pago para viajar pelo mundo e correr e não queria começar do fundo do pelotão outra vez". Há outra razão, também. Seu irmão Alec morreu aos 21 correndo de moto, e, numa época em que entrar em fórmulas não era nem um pouco seguro, a família resistiu em apoiá-lo.

### Carreira no Kartismo
Em 1969, aos 16 anos , Fullerton se qualificou, mas não conseguiu ser selecionado para a equipe britânica que iria competir no Campeonato Mundial de Kart daquele ano. Como ele também era elegível para competir sob a bandeira irlandesa, ele disputou o Campeonato Mundial em 1969 e 1970 defendendo este país, mas obteve limitado sucesso. Em 1971, ele começou a competir pela bandeira britânica, e terminou na 4a posição no Campeonatos Mundial daquele ano. Em 1973, tornou-se o primeiro britânico a conquistar o título Mundial de Kart.
De 1978 até 1980, Fullerton correu para a equipe DAP italiana, tendo como companheiro de equipe foi Ayrton Senna. Em 1980, depois de vencer a primeira bateria da final do Campeonato do Mundo, o seu motor quebrou quando liderava a segunda bateria, mas conseguiu terminar a prova em terceiro, atrás de Senna, que terminaria em segundo lugar geral. Eles eram considerados pelo chefe de equipe - Angelo Parilla - como os dois melhores pilotos do mundo, à época.

### Aposentadoria
Após decidir se aposentar como piloto de kartismo em 1984, Fullerton criou sua própria equipe de corrida, treinando pilotos novatos, como Justin Wilson, Paul Di Resta, Dan Wheldon, Allan McNish e Anthony Davidson foram considerados pelo próprio como seus melhores alunos.
Atualmente, Fullerton está ativo como gerente e treinador de pilotos de karting (nomeadamente treinando três últimos campeões juniores britânicos - 2010 Jake Dennis de 2011 Callan O'Keeffe e 2013 Jehan Daruvala).

### Conquistas e Honrarias
- RAC British Jnr Champion - 1966, 1967, 1968
- RAC British Snr Champion - 1971, 1973, 1975, 1978, 1980
- CIK. FIA World Champion - 1973
- CIK. FIA European Champion - 1972, 1973, 1978, 1981
- Hong Kong GP winner - 1973, 1980, 1983
- North American Champion - 1980
- Champions Cup Winner - 1978, 1979, 1980, 1982
- Philippine Open International Champion - 1974, 1975